# 400 (število)
400 (štíri stó) je naravno število, za katerega velja 400 = 399 + 1 = 401 - 1.
Sestavljeno število
Kvadratno število
Harshadovo število
Samoštevilo